# Ћушка
Ћушка (алб. Qyshk) је насељено место у општини Пећ, на Косову и Метохији. Према попису становништва из 2011. у насељу је живело 1.481 становника.

## Становништво
Према попису из 2011. године, Ћушка има следећи етнички састав становништва:
| Националност       | 2011.          |
| Албанци            | 1.377 (92,98%) |
| Балкански Египћани | 80 (5,40%)     |
| Роми               | 21 (1,41%)     |
| Бошњаци            | 1 (0,07%)      |
| други              | 2 (0,14%)      |
| Укупно             | 1.481          |

| Демографија | Демографија | Демографија |
| Година      | Становника  | Становника  |
| ----------- | ----------- | ----------- |
| 1948.       | 389         |             |
| 1953.       | 459         |             |
| 1961.       | 665         |             |
| 1971.       | 1.027       |             |
| 1981.       | 1.464       |             |
| 1991.       | 1.537       |             |
| 2011.       | 1.481       |             |